# Giuliana Minuzzo
Giuliana Chenal-Minuzzo, italijanska alpska smučarka, * 26. november 1931, Marostica.
Trikrat je nastopila na olimpijskih igrah, kjer je osvojila bronasti medalji v smuku leta 1948 in v veleslalomu leta 1960, tekma je štela tudi za svetovno prvenstvo. Nastopila je tudi na Olimpijskih igrah 1956, kjer je osvojila bronasto medaljo v neolimpijski kombinaciji in kot prva ženska prebrala olimpijsko zaobljubo. Devetkrat je postala italijanska državna prvakinja v alpskem smučanju, štirikrat v slalomu, trikrat v smuku in dvakrat v veleslalomu.